# Rathaus Alsfeld
Das Rathaus Alsfeld ist überwiegend als Fachwerkbau ausgeführt und ist baulich der späten Gotik im Übergang zur Renaissance zuzuordnen.

## Baubeschreibung
Das historische Rathaus der hessischen Stadt Alsfeld steht frei und traufständig am Marktplatz der Stadt mit der Anschrift Am Markt 1. Das Erdgeschoss besteht aus drei steinernen Arkaden. Die beiden darauf aufgesetzten Vollgeschosse und die drei Dachgeschosse des steilen Satteldachs sind dagegen in Fachwerk als Rähmbau ausgeführt. Die beiden auskragenden Stockwerke ruhen auf Knaggen. Die marktseitige Fassade sowie die Rückseite des Gebäudes dominieren je zwei mittig angeordnete, sich über den ersten und zweiten Stock erstreckende Erker, die von Kragsteinen des steinernen Erdgeschosses getragen werden und mit spitz zulaufenden Turmhelmen gekrönt sind. Auch die Giebelseiten weisen Erker auf.
Im Innern ist im zweiten Stock die ursprüngliche Raumteilung noch erhalten: Ein größerer Raum mit Mittelstütze, ursprünglich „Tanzboden“, ist heute ein Sitzungssaal. Und ein kleinerer Raum, die „Kleine Stube“, ursprünglich Gerichtssaal, wird heute vom Standesamt als Trausaal genutzt. Zu ihm führt eine reich geschnitzte Prunktür. Beide Räume haben ornamentale Ausmalungen an Wänden und Decken von 1577 und 1655, die 1911 restauriert wurden. Eine hölzerne Wendeltreppe verbindet die Stockwerke.
Steinmetz- und Zimmererarbeiten sind von hoher Qualität. Das Gebäude gilt als „bedeutender Fachwerkbau der Übergangsepoche Spätgotik-Renaissance“. Das Rathaus ist heute ein Kulturdenkmal aufgrund des Hessischen Denkmalschutzgesetzes.

## Geschichte
Das Gebäude wurde zwischen 1512 und 1516 erbaut. 1760 wurden die die Erker bekrönenden Turmhelme abgetragen. Die heute sichtbaren Turmhelme sind Rekonstruktionen, an der Vorderseite von 1910/11, auf der Rückseite von 1967/68.
Das Alsfelder Rathaus war stilprägend für die Region und Vorbild etwa für das Rathaus in Schotten oder das Neue Schloss in Gießen.

## Würdigung

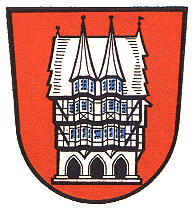
Das Rathaus im Wappen des 1972 aufgelösten Landkreises Alsfeld

2011 gab die Deutsche Post AG eine von Dieter Ziegenfeuter gestaltete 45-Cent-Sonderbriefmarke mit dem Alsfelder Rathaus als Motiv heraus.
Das Rathaus ziert zudem das Logo der ortsansässigen Brauerei.
Modelle des Rathauses sind von den Modellbahnzubehör-Herstellern Faller und Kibri in Spur H0, von Kibri zudem auch in Spur Z erhältlich.